# ピート・ウィリアムス
ピート・ウィリアムス（Pete Williams、1975年7月10日 - ）は、アメリカ合衆国の男性総合格闘家。カリフォルニア州サン・リンドロ出身。ライオンズ・デン所属。
レスリングとキックボクシングの経験があり、打撃と寝技の両方をそつなくこなす。

## 来歴
ライオンズ・デンからパンクラス道場へ格闘技留学し、1996年7月にネオブラッド・トーナメントでプロデビュー。1回戦で國奥麒樹真、準決勝で渋谷修身に勝利したものの、決勝で近藤有己に敗れ準優勝となった。
1997年9月26日、初参戦となったリングスでヨープ・カステルと対戦し、カステルが膝を負傷しTKO勝ちを収めた。
1998年5月15日、UFC初参戦となったUFC 17でマーク・コールマンと対戦し、ハイキックでKO勝ちを収めた。
1998年10月16日、UFC Brazilで高阪剛と対戦し、判定負け。
1999年11月19日、UFC 23のUFC世界ヘビー級王座決定戦でケビン・ランデルマンと対戦し、判定負けを喫し王座獲得に失敗した。
2001年5月4日、UFC 31でセーム・シュルトと対戦し、2Rに打撃の連打でTKO負け。
2002年3月22日、UFC 36でフランク・ミアと対戦し、新型キムラアームバーで一本負け。

## 戦績
| 総合格闘技 戦績 | 総合格闘技 戦績 | 総合格闘技 戦績 | 総合格闘技 戦績 | 総合格闘技 戦績 | 総合格闘技 戦績 | 総合格闘技 戦績 |
| --------------- | --------------- | --------------- | --------------- | --------------- | --------------- | --------------- |
| 18 試合         | (T)KO           | 一本            | 判定            | その他          | 引き分け        | 無効試合        |
| 12 勝           | 6               | 4               | 2               | 0               | 0               | 0               |
| 6 敗            | 2               | 1               | 3               | 0               | 0               | 0               |

| 勝敗 | 対戦相手                   | 試合結果                      | 大会名                                                         | 開催年月日     |
| ×    | フランク・ミア             | 1R 0:46 新型キムラアームバー  | UFC 36: Worlds Collide                                         | 2002年3月22日  |
| ×    | リコ・ロドリゲス           | 2R 4:02 TKO（パウンド）       | UFC 34: High Voltage                                           | 2001年11月2日  |
| ×    | セーム・シュルト           | 2R 1:28 TKO（スタンドの打撃） | UFC 31: Locked and Loaded                                      | 2001年5月4日   |
| ○    | リック・マティアス         | 1R 5:00 TKO（タオル投入）     | KOTC 7: Wet and Wild                                           | 2001年2月24日  |
| ○    | ロジャー・ネフ             | 1R 0:06 KO（パンチ）          | KOTC 6: Road Warriors                                          | 2000年11月29日 |
| ×    | ケビン・ランデルマン       | 5分5R終了 判定0-3             | UFC 23: Ultimate Japan 2 【UFC世界ヘビー級王座決定戦】         | 1999年11月19日 |
| ○    | トラビス・フルトン         | 1R 6:28 腕ひしぎ十字固め      | UFC 20: Battle for the Gold                                    | 1999年5月7日   |
| ○    | ジェイソン・ゴドシー       | 1R 1:46 膝十字固め            | UFC 19: Ultimate Young Guns                                    | 1999年3月5日   |
| ×    | 高阪剛                     | 15分1R終了 判定0-3            | UFC Brazil: Ultimate Brazil                                    | 1998年10月16日 |
| ○    | マーク・コールマン         | 1R 12:38 KO（右ハイキック）   | UFC 17: Redemption                                             | 1998年5月15日  |
| ○    | スコット・マクマリン       | 1R TKO（パンチ連打）          | World Pankration Championships 2                               | 1998年1月16日  |
| ○    | ヨープ・カステル           | 8:25 TKO（膝の負傷）          | リングス FIGHTING EXTENSION 1997 Vol.7                         | 1997年9月26日  |
| ○    | ジョン・レンフロー         | 1R 2:56 腕ひしぎ十字固め      | SuperBrawl 3 【ヘビー級トーナメント 1回戦】                    | 1997年1月17日  |
| ○    | ジョー・チャールズ         | 1R 1:39 膝十字固め            | SuperBrawl 2 【ヘビー級トーナメント 決勝】                     | 1996年10月11日 |
| ○    | ドナルド・デ・ラ・クルーズ | 1R 6:12 TKO（打撃）           | SuperBrawl 2 【ヘビー級トーナメント 1回戦】                    | 1996年10月11日 |
| ×    | 近藤有己                   | 20分終了 判定0-3              | PANCRASE TOUR 1996 TRUTH 【ネオブラッド・トーナメント 決勝】   | 1996年7月23日  |
| ○    | 渋谷修身                   | 10分終了 ポイント1-0          | PANCRASE TOUR 1996 TRUTH 【ネオブラッド・トーナメント 準決勝】 | 1996年7月23日  |
| ○    | 國奥麒樹真                 | 10分終了 判定3-0              | PANCRASE TOUR 1996 TRUTH 【ネオブラッド・トーナメント 1回戦】  | 1996年7月22日  |

## 獲得タイトル
- SuperBrawl 2ヘビー級トーナメント 優勝（1996年）
- SuperBrawl 3ヘビー級トーナメント 優勝（1997年）